# Kajetan Trzebuchowski
Kajetan Aleksander Trzebuchowski herbu Ogończyk (zm. po 1815) – starosta włodzimierski w 1792 roku, horodniczy włodzimierski w latach 1790–1792, stolnik trembowelski w 1790 roku, konsyliarz konfederacji województwa wołyńskiego w konfederacji targowickiej. 
W 1790 roku był członkiem Komisji Porządkowej Cywilno-Wojskowej dla powiatu łuckiego województwa wołyńskiego. W maju 1793 roku wyznaczony przez konfederację targowicką do sądów ultimae instantiae.